# Castillo de la Mota
El castillo de la Mota es un castillo que se encuentra ubicado en la villa de Medina del Campo, en la provincia de Valladolid Castilla y León, España. Situado en una elevación del terreno (mota), domina la villa y toda su extensa comarca. De él arrancaba un recinto amurallado, ampliado en tres ocasiones, que abrazaba la población, y del cual subsisten algunos restos. Se edificó con el característico ladrillo rojizo propio de la zona, empleándose la piedra únicamente para pequeños detalles, como troneras, escudos, etc. El edificio pertenece al modelo de castillos conocido como Escuela de Valladolid. Fue declarado Bien de Interés Cultural (B.I.C.) el 8 de noviembre de 1904. Una maqueta a escala de este edificio se encuentra en el Parque temático Mudéjar de Olmedo.

## Historia

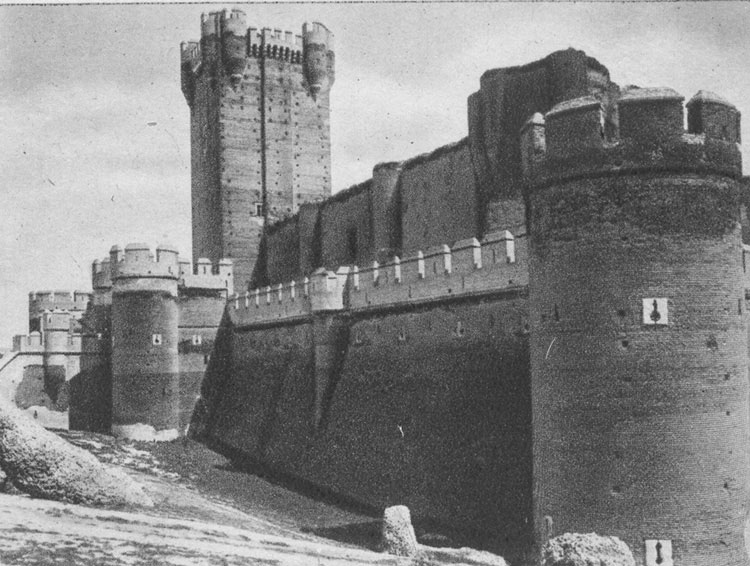
Imagen antigua del castillo

La villa debió de ser repoblada entre los años 1070 y 1080, fortificándose primeramente el recinto de la villa vieja, conocido como La Mota. Con el crecimiento de la ciudad, el recinto de La Mota quedó convertido en una fortaleza independiente de la propia villa. Así, en 1354 Enrique de Trastamara y sus partidarios combatieron la villa, «e entráronla por fuerza. E estaban en Medina seiscientos de caballo que el rey don Pedro enviara allí, e acogiéronse a la villa vieja, e pleytearon que los pusiesen en salvo».
En 1390 Juan I dona la villa a su hijo el infante Fernando de Antequera, futuro rey de Aragón. De esta forma, a su muerte en 1416, Medina y su Mota pasan a poder del infante de Aragón, Juan. Este debió de hacer alguna obra en el viejo recinto, por la que en 1433 condenaba a ciertos vecinos a pagar dos mil maravedís «para la obra de nuestro alcazar e fortaleza que nos mandamos facer en la Mota»”. Los enfrentamientos entre Juan II de Castilla y los Infantes de Aragón propiciaron que la villa estuviera en ocasiones dividida entre uno y otro bando, dominando los aragoneses la Mota y el rey el palacio de la plaza. En 1439 el infante de Aragón había mandado «cerrar todos los portillos y poner guardas a las puertas y en la villa», encerrando al rey en ella. En 1441 era, sin embargo, el rey de Castilla el que dominaba la villa y cercaba La Mota, donde se habían refugiado los partidarios de Aragón con «250 hombres, sin víveres y muy poca agua y de malos pozos», llegando a un acuerdo para rendirla cuando el rey la «comenzaba a minar».

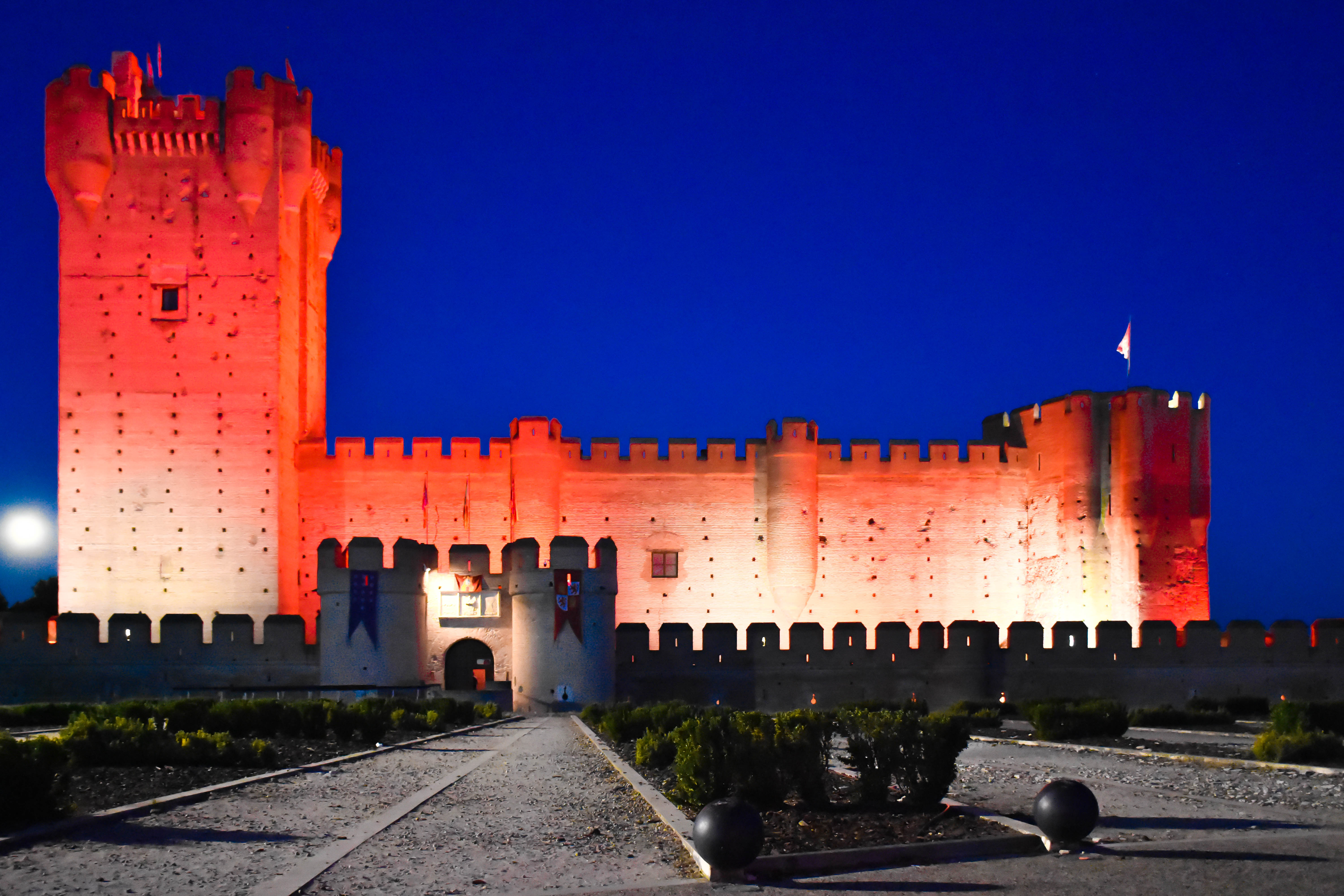
Vista nocturna

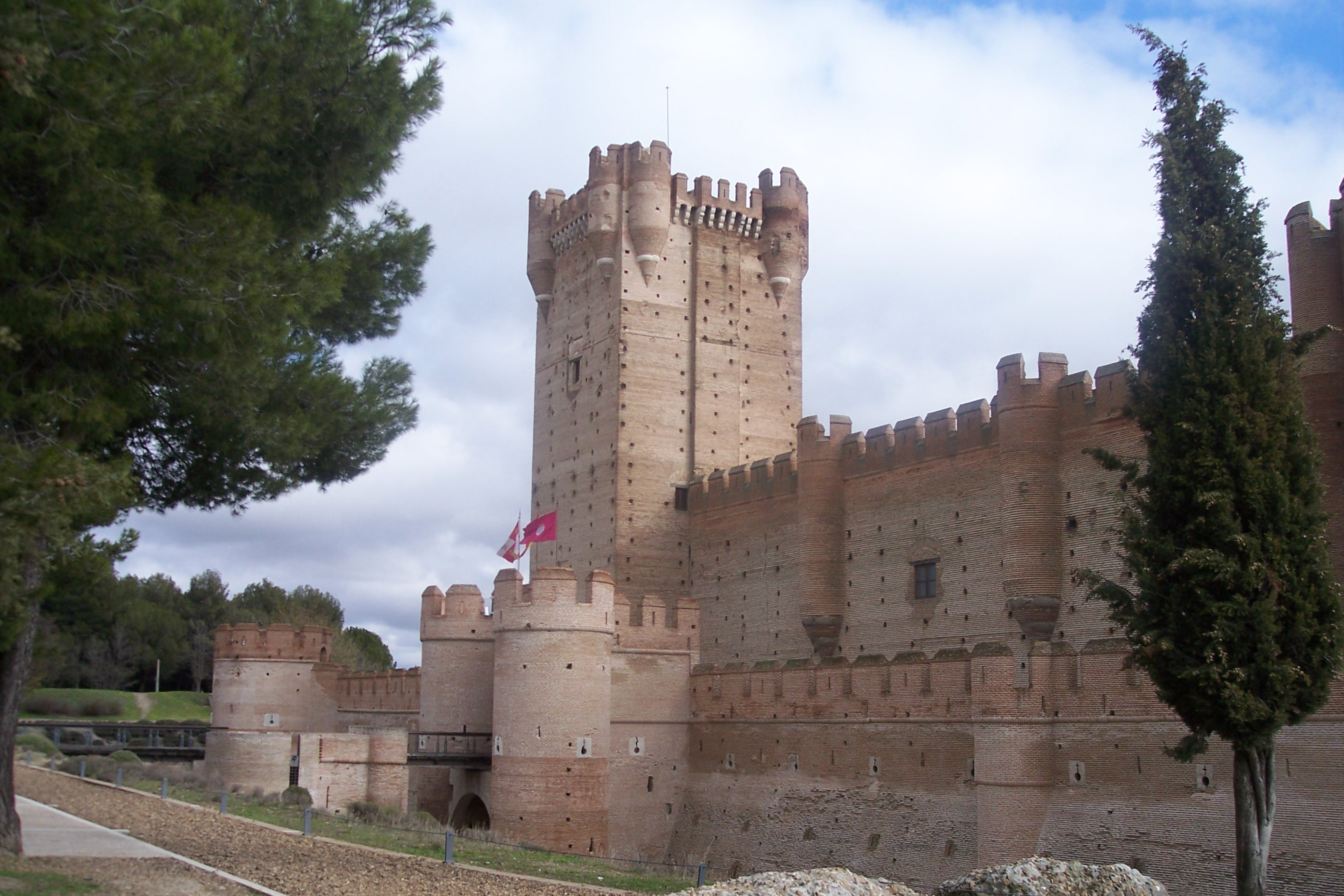
Acceso

Después de la batalla de Olmedo de 1445, La Mota quedó definitivamente en manos reales y hacia 1460 ordenó Enrique IV de Castilla la construcción de «una torre que luego fue la causa de multitud de desgracias». En 1464 entrega la tenencia de La Mota al arzobispo de Toledo, Alonso Carrillo, que poco después le traiciona y apoya al rebelde príncipe Alfonso. El rey fue entonces sobre Medina «y llegó antes de que amaneciese, donde Alonso de Vivero, que era alcaide della y tenía la Mota, que es la fortaleza, por el arzobispo de Toledo no le quiso recibir y el rey mando quedar gente de guarda sobre ella que la cercasen y por capitán (puso) a su contador mayor Pedrarias Dávila», que la tomó. En 1467 La Mota estaba otra vez en manos de los partidarios del príncipe don Alfonso, apoyando la villa a Enrique IV, pero finalmente toda la villa cayó en manos del príncipe. Muerto este en 1468, la rebelión la encabeza su hermana la princesa Isabel, que ese mismo año firma con el rey el acuerdo de los Toros de Guisando. En él se estipula que Isabel reciba la «villa de medina del campo e alcazar e fortalezas della e con la torre de la mota». Sin embargo, en 1470 el rey le quita Medina a su hermana Isabel para dársela a su hija, la princesa Juana. La Mota quedó entonces en manos de un partidario del rey, el arzobispo de Sevilla, Alonso Fonseca, hasta su muerte en 1473.

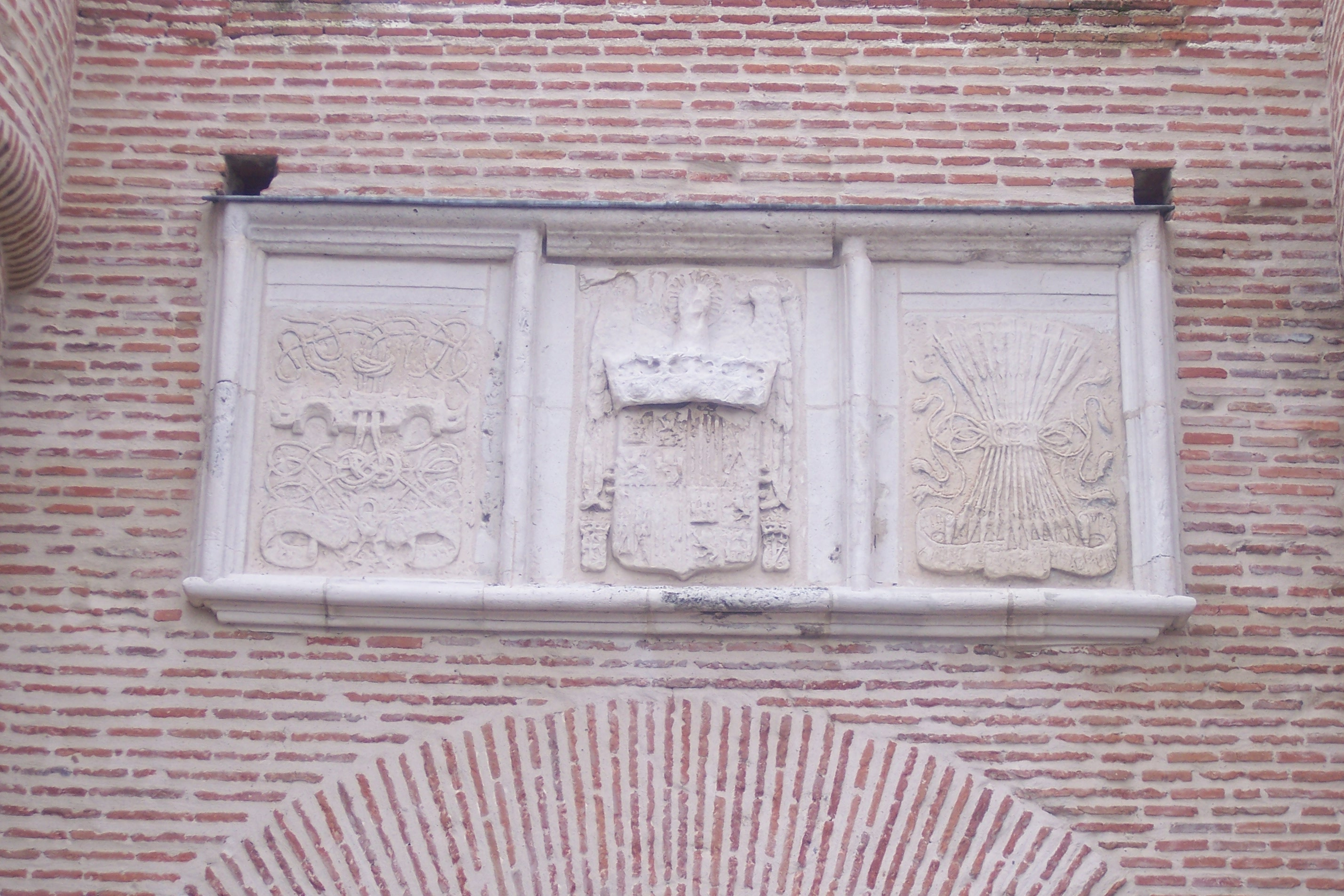
Escudos sobre la puerta principal, de 1483

En esta fecha, los medinenses, con la ayuda del alcaide de Castronuño, habían cercado La Mota y pretendían derribarla. El sobrino del arzobispo, que la defendía, viendo la imposibilidad de mantenerla pactó con los medinenses su entrega al duque de Alba. El duque la retuvo hasta 1475 y debió de hacer algunas pequeñas obras en el interior, gastando en ellas algo más de 45 000 maravedís. En 1475 la corona reclamó La Mota y el 20 de febrero le ordenan a Francisco Girón, el alcaide, que la entregue a Alfonso de Quintanilla, enviado por los reyes. Es a partir de esa fecha cuando se construye la barrera artillera, «en tiempos de las guerras del rey de Portugal, ocho o nueve años poco más o menos tiempo mientras duró la obra de la barrera», según la declaración de un testigo preguntado en 1505. Se conservan algunas cuentas de estos años con pagos al maestro de Abdalla, posiblemente el principal alarife de la obra, al maestro Alí de Lerma «ingeniero» y al maestro Fernando. También se conservan cuentas de las obras en los últimos cuatro años (1479-1482), cuyo montante se aproxima a los tres millones de maravedís. La barrera debía de estar acabada en 1483, figurando esa fecha en el escudo que se conserva sobre la puerta principal de esta y en el que aparecen las armas de los Reyes Católicos sin la granada y el yugo y las flechas, sus divisas.

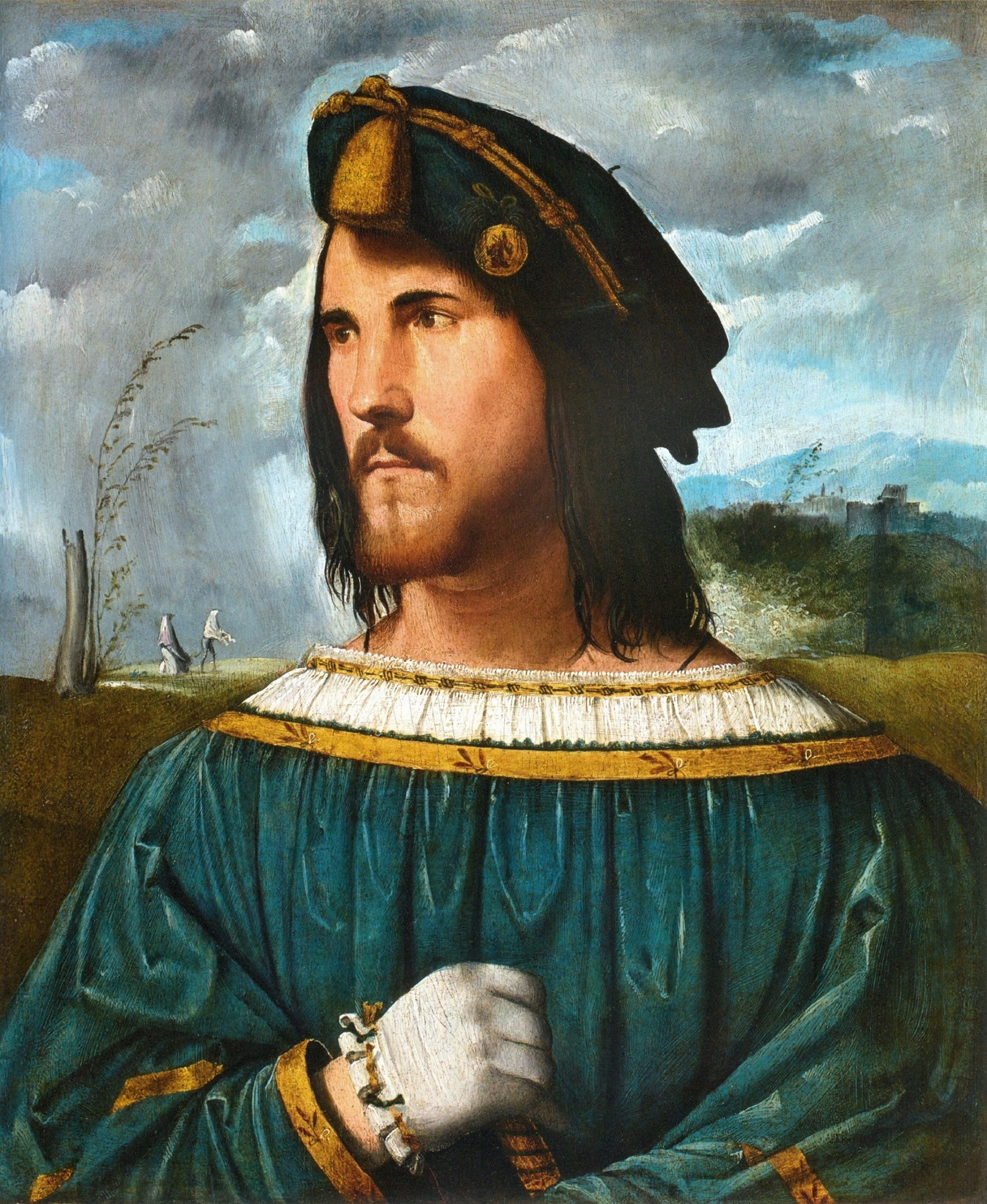
César Borgia

Posteriormente, el castillo se convirtió en prisión de Estado y en él estuvieron detenidos distintos personajes, tales como Hernando Pizarro, Rodrigo Calderón, el duque Fernando de Calabria, César Borgia o el conde Aranda. Quizá el hecho más destacado sea la huida de César Borgia, el llamado duque Valentino, hijo del papa Alejandro VI (Rodrigo Borgia), y a quien el Gran Capitán hizo prisionero en Nápoles, enviándole primero al castillo de Chinchilla, en la actual provincia de Albacete, de donde intentó escapar mediante una estratagema, no sin antes querer arrojar por las almenas a su alcaide y guardián, Gabriel de Guzmán, quien se libró de muerte segura gracias a su agilidad y fortaleza. Tras el fallido golpe, el Rey Católico ordenó el traslado de Borgia al castillo de la Mota, custodiado esta vez por el alcaide Gabriel de Tapia. Pasado un tiempo de rigurosa prisión, aunque propia de un personaje de su alcurnia, maquinó una nueva fuga con la complicidad exterior del conde de Benavente, Rodrigo Alonso Pimentel, enemigo del Rey Católico, y las ayudas interiores del capellán y algunos criados. La noche del 25 de octubre de 1506 se descolgó mediante sogas de la torre del homenaje. La soga no alcanzaba al suelo, de forma que el último tramo tuvo que salvarlo saltando. En unión del conde de Benavente, llegaron en secreto a Villalón, donde se ocultó unos días (se ofrecían diez mil ducados por su captura). Luego pasaron a Santander para eludir el cerco que el Rey Católico había dispuesto para su captura, y desde allí se trasladó a Navarra, cuyo rey Juan III de Albret era hermano de su esposa francesa Carlota.
Durante la guerra de las Comunidades en 1520-1521, la fortaleza permaneció fiel a la corona, pese a que Medina era comunera y controlaba el parque de artillería. «Un regidor llegó a decir que se utilizase el artillería para derrocar la Mota» e incluso, «cuando los de la Junta (comunera) llegaron a Medina desde Ávila, también acudieron a ellos unos 2000 hombres pidiendo que tomasen la fortaleza», pero gracias a la habilidad diplomática del alcaide, que tenía guarnecida la fortaleza, no llegaron a atacarla.
Después de la guerra civil española, el general Franco entregó el castillo como sede central a la Sección Femenina del partido FET de las JONS. Previamente, el 29 y 30 de mayo de 1939 se celebró ante el castillo una concentración de 10 000 muchachas uniformadas —con boina roja y camisa azul de Falange—, a la que también acudió el Caudillo acompañado de la guardia mora. En un discurso patriótico, Pilar Primo de Rivera solicitó el castillo a Franco como sede de su escuela de mandos, y la prensa informó de la instalación de una cruz de «22 metros de altura» situada «ante las murallas de la fortaleza» así como de una corona de laurel, hecha con hoja de lata repujada, con «4,40 metros de diámetro». Del evento se emitió un sello conmemorativo. Entre 1939 y 1942 se acometieron las obras de restauración, y el 29 de mayo de 1942 se escenificó la cesión de la fortaleza a la Escuela Mayor de Mandos de la Sección Femenina en otra grandiosa celebración con más de 10 000 asistentes. El acto fue presidido por el Generalísimo Franco —vestido con el uniforme de jefe nacional de Falange—, acompañado de personalidades como José Ibáñez Martín, Pedro Laín Entralgo, José Luis Arrese, Ramón Serrano Suñer o Dionisio Ridruejo. El dictador pronunció un discurso en que elogió la política de Isabel I como «revolución totalitaria y racista, al final, por ser católica» y arremetía contra la política liberal y de partidos del periodo anterior. Las nuevas dependencias fueron bendecidas por el arzobispo de Valladolid, Antonio García y García, acompañado por fray Justo Pérez de Urbel. La Escuela Mayor sería clausurada mediante Real Decreto en enero de 1977.

## El poder de la artillería: fortaleza artillera de transición

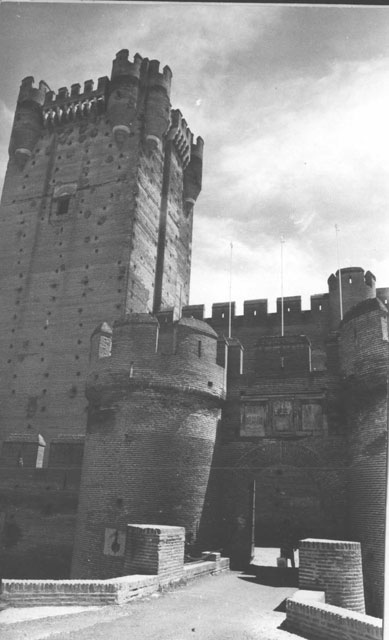
Imagen antigua de la torre

El efecto que tenía el uso de la artillería en un asalto era la destrucción casi inmediata de los almenajes del castillo. Esto impedía a los defensores cualquier respuesta al ataque enemigo, dejando la base de sus muros sin defensa, bien contra el disparo continuo de la propia artillería, que batía sin ser molestada, bien contra las labores de mina o zapa que los asaltantes podían hacer con toda comodidad. Como los cañones tenían, dada la holgura de sus calibres, cierta dificultad para disparar hacia abajo y como los adarves de las murallas eran muy estrechos para emplazar las piezas, se optó por la construcción o la adaptación de recintos bajos perimetrales a las fortalezas –las barreras– que mediante cámaras alojadas en sus gruesos muros permitían el emplazamiento de piezas de artillería que batían con tiro rasante el campo circundante. La barrera impedía a su vez que pudieran batirse o zaparse las bases de los muros principales del castillo, aunque los parapetos altos estuvieran destruidos. Estas barreras disponían de torres en sus esquinas y escoltando las puertas, donde se alojaban cañones que cubrían con tiro flanqueante los lienzos rectos. Como el enemigo podía disparar con sus morteros bolaños en tiro parabólico sobre estas torres, que no eran muy altas, se desarrollaron bóvedas de casquete esférico –casamatas– capaces de resistir los impactos sin abrirse.

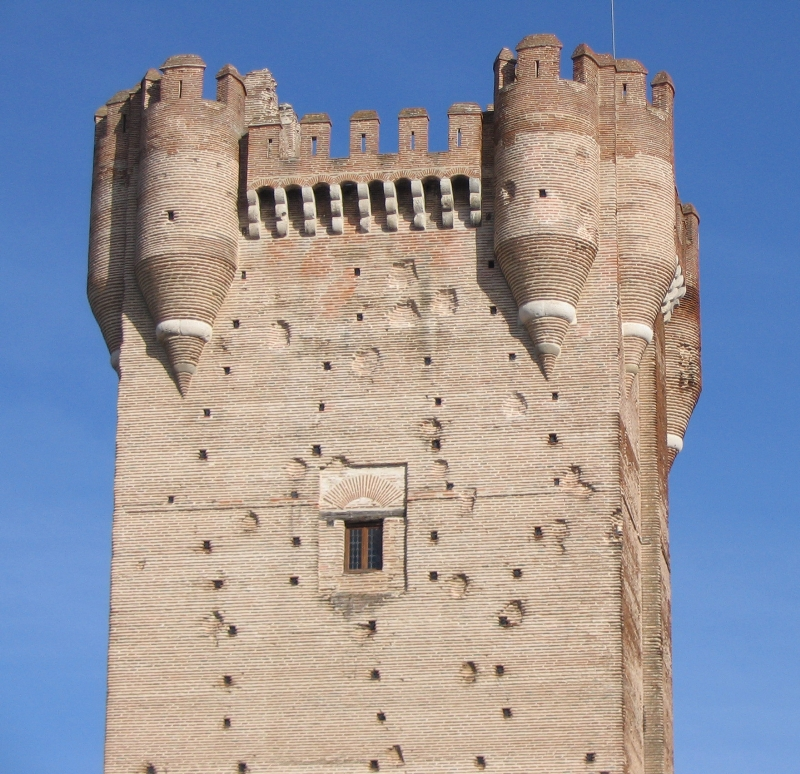
La torre del homenaje del castillo, completamente horadada por los mechinales y los impactos de los proyectiles de artillería

La barrera, sin embargo, era a su vez muy vulnerable por cuanto no tenía mucha altura y sus cámaras de tiro estaban muy expuestas al asalto de la infantería enemiga. Por esta razón se rodearon de grandes fosos, de forma que desde el campo exterior las barreras apenas levantan unos metros, pero alcanzan alturas cercanas a los 20 metros desde el lecho de sus fosos. Para evitar que pudieran ser destruidas las partes inferiores de sus muros, por zapa o bombardeo, desarrollaron grandes taludes –alambores– y sus torres y lienzos disponían de cámaras de tiro o galerías intramuros a las cotas inferiores del foso, resultando en la práctica fortalezas con tres o cuatro niveles de tiro, construidas literalmente desde el interior del foso –alamboradas–. El disparo de la artillería dentro de salas abovedadas o galerías intramuros obligó a los ingenieros a diseñar eficaces sistemas de ventilación que eliminasen el abundante humo de los cañones, que de otra forma hubiera impedido la permanencia de estos recintos. Se desarrollaron chimeneas con conductos que hacían las veces de cebadores para la corriente de aire, como en La Mota, o se abrían huecos en la clave de las bóvedas esféricas para permitir la salida de humo.

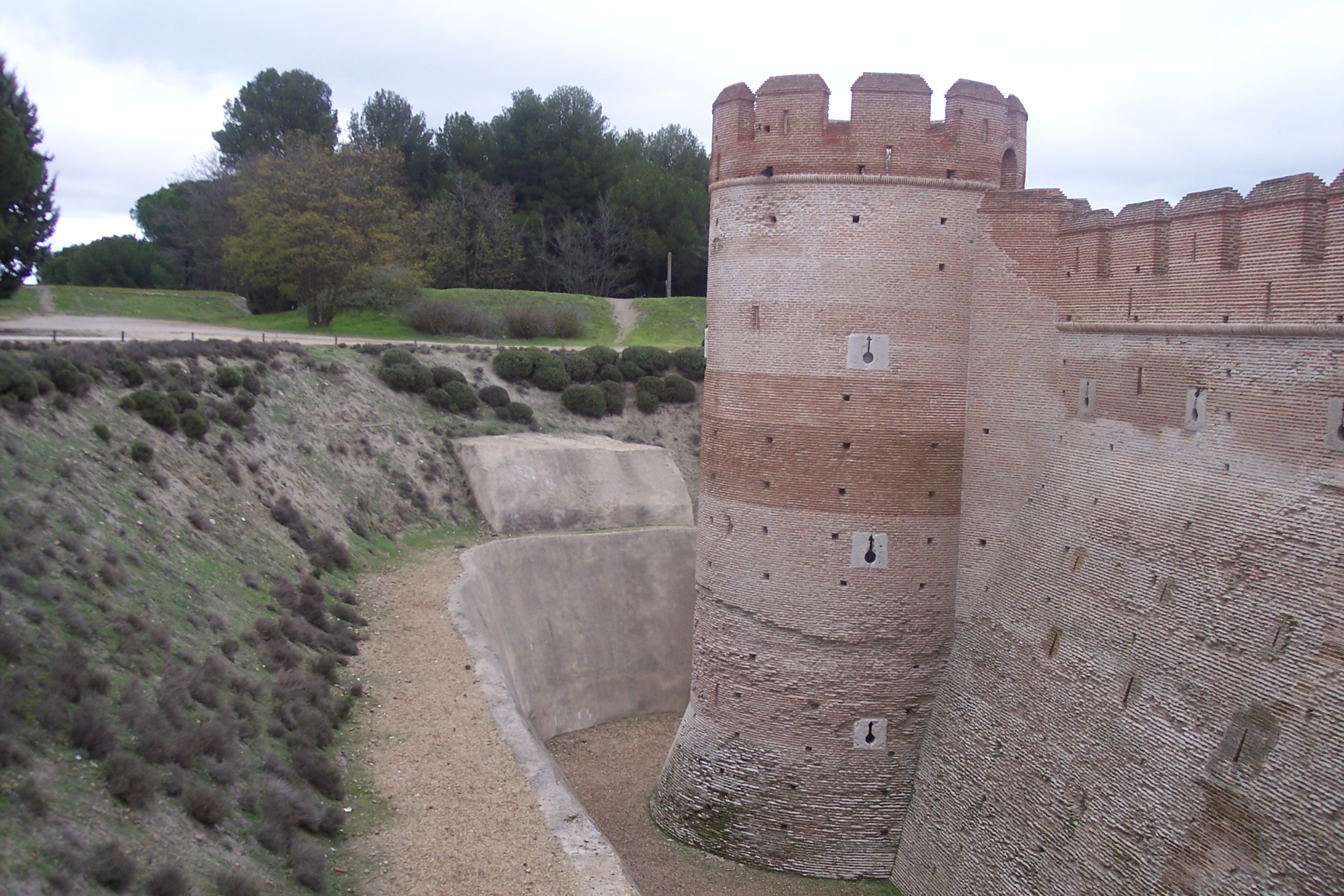
Mediante la creación de un foso, el castillo podía defender su base de los efectos de la artillería

El punto más vulnerable de la barrera lo constituían las puertas, incapaces de resistir el impacto directo de la artillería. Aparecieron entonces las defensas internas como los patillos de La Mota o Puebla de Sanabria, con una segunda puerta desenfilada o en codo respecto a la primera, inalcanzable para la artillería asaltante, y un muro dotado de troneras, que cortaba y repelía el tiro frontal que hubiese derribado la primera puerta. También se desarrolló una defensa externa, normalmente una torre o pequeño recinto exento de menor altura que la barrera, que se colocaba justo delante de la puerta principal y la protegía del tiro directo. Esta torre recibía en Castilla, en aquella época, el nombre de baluarte, y alojaba cámaras para artillería que batían frontalmente el campo o cubrían desde sus flancos los fosos y ángulos muertos de la barrera. El acceso a este baluarte se realizaba lateralmente de forma que su puerta y la de la barrera no estuvieran en línea, evitando que la artillería enemiga pudiera enfilar ambas desde una misma posición, viéndose esta obligada a demoler prácticamente todo el baluarte antes de poder batir la puerta de la barrera.

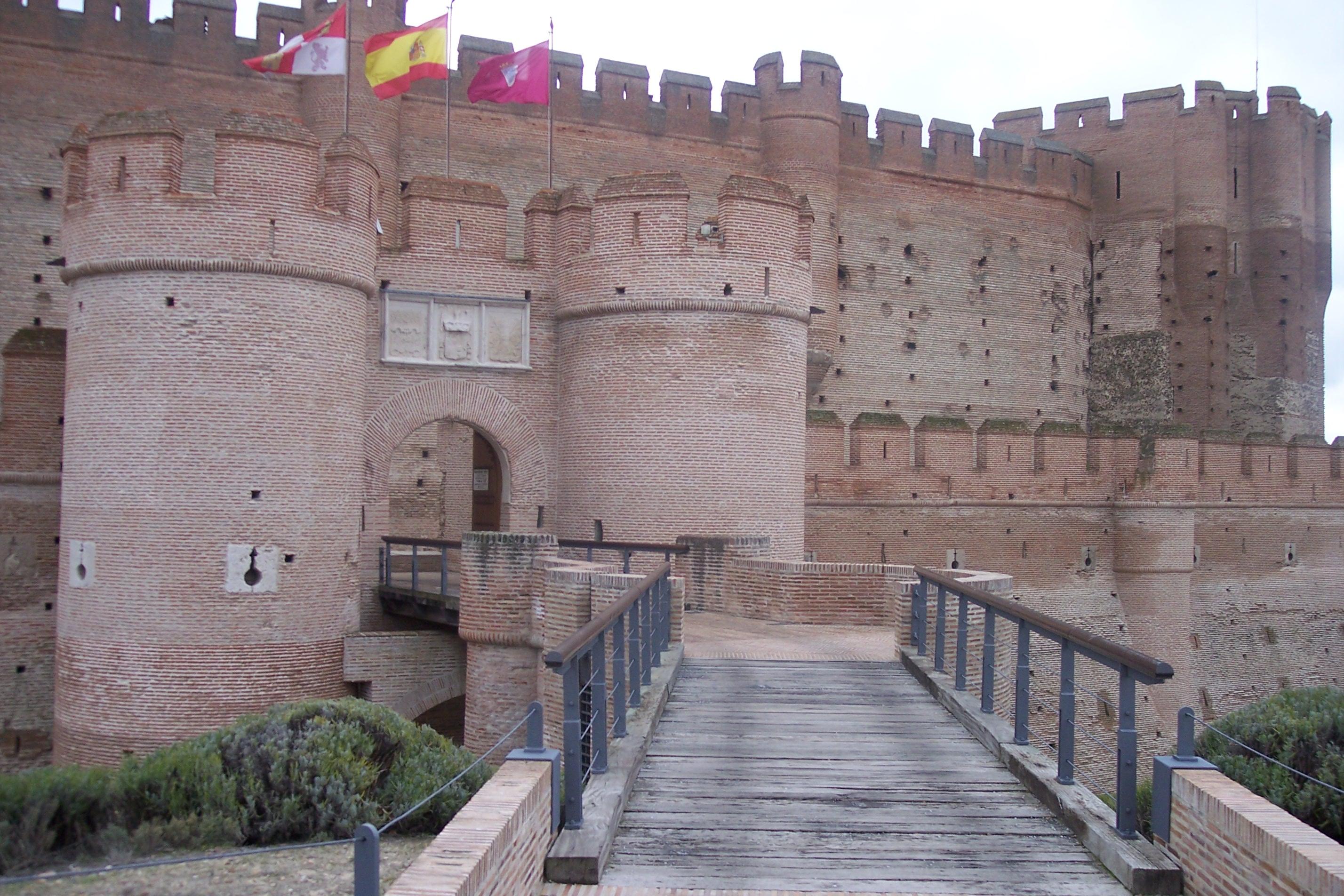
Entrada, con la puerta desenfilada

Si existía foso, el baluarte solía colocarse en la parte externa de este, cubriendo el acceso al puente levadizo, como posiblemente ocurría con el desaparecido baluarte de Coca. También podía colocarse en medio del foso, sirviendo de paso intermedio entre dos puentes desenfilados, como en La Mota (1483), en Salsas (Rosellón 1503) o en Imola (Italia 1505), disposición que ya en el segundo tercio del siglo XVI recibirá el nombre de revellín. Los baluartes estaban diseñados para aguantar el tiro frontal enemigo y tenían por ello planta semicircular o pentagonal en proa, evitando de esta forma ofrecer planas sus caras a los impactos de la artillería, recuperando la tradición de torres pentagonales del siglo XIV. Se cubrían con bóvedas esféricas para resistir los bombardeos e incluso carecían de azotea, siendo redondeada su cubrición exterior, a la manera de las caponeras de los tratados italianos. Como al levantarse los puentes quedaban aislados al exterior de la fortaleza, tenían un acceso secundario a nivel del foso desde la barrera, bien mediante portillos enfrentados, como en Coca o en La Mota, bien mediante pasillos abovedados, como en Salsas.
El peligro de las minas se contrarrestaba además con la presencia de pozos de escucha en las partes más bajas y salientes del edificio –las torres más expuestas de las barreras de La Mota o de Coca– que permitían oír a los minadores y construir galerías contramina que atajasen las galerías asaltantes. Uno de estos pozos de escucha se denomina pozo Airón, un topónimo relacionado con el dios Airón.
Por tanto, la fortaleza de La Mota (1476-83), junto a la de Coca, deben considerarse entre las mejores de su época en Europa, a la altura de otras, como la francesa de Dijon (c. 1480) y por encima de las italianas de Mondavio (c. 1488) y Ostia (c. 1483) que se han considerado tradicionalmente como las más avanzadas de su época.

## Descripción

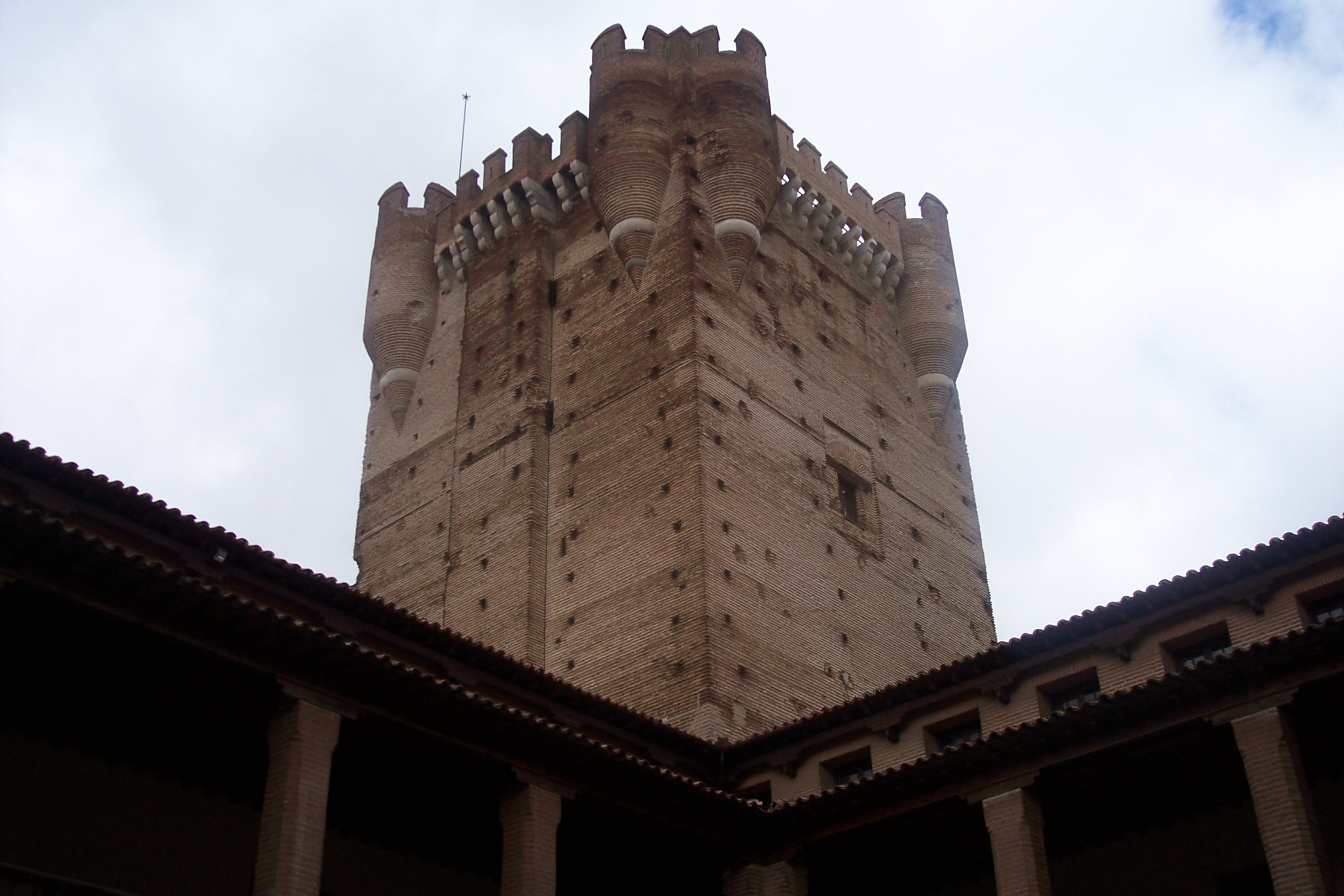
Torre del homenaje

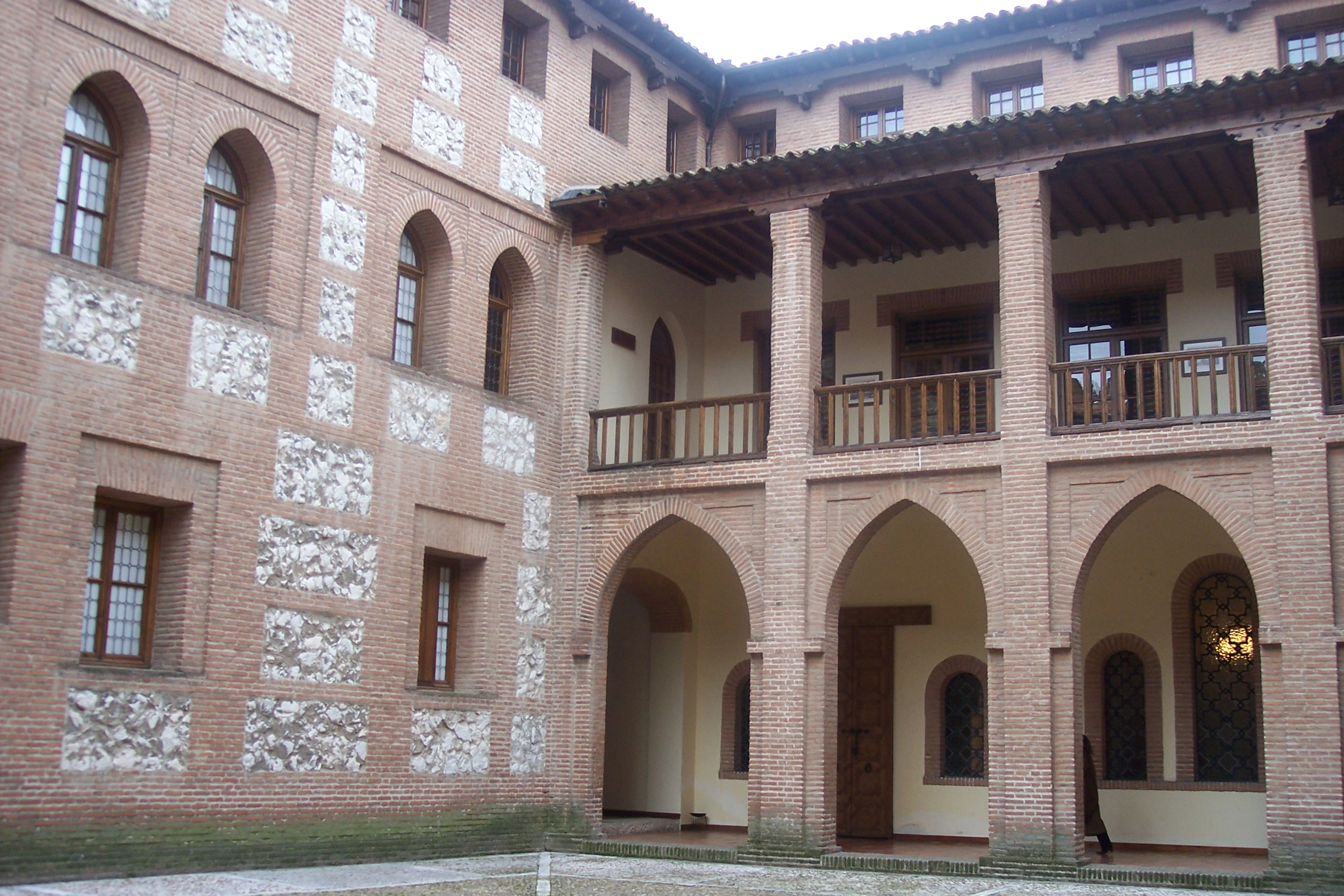
Patio de armas

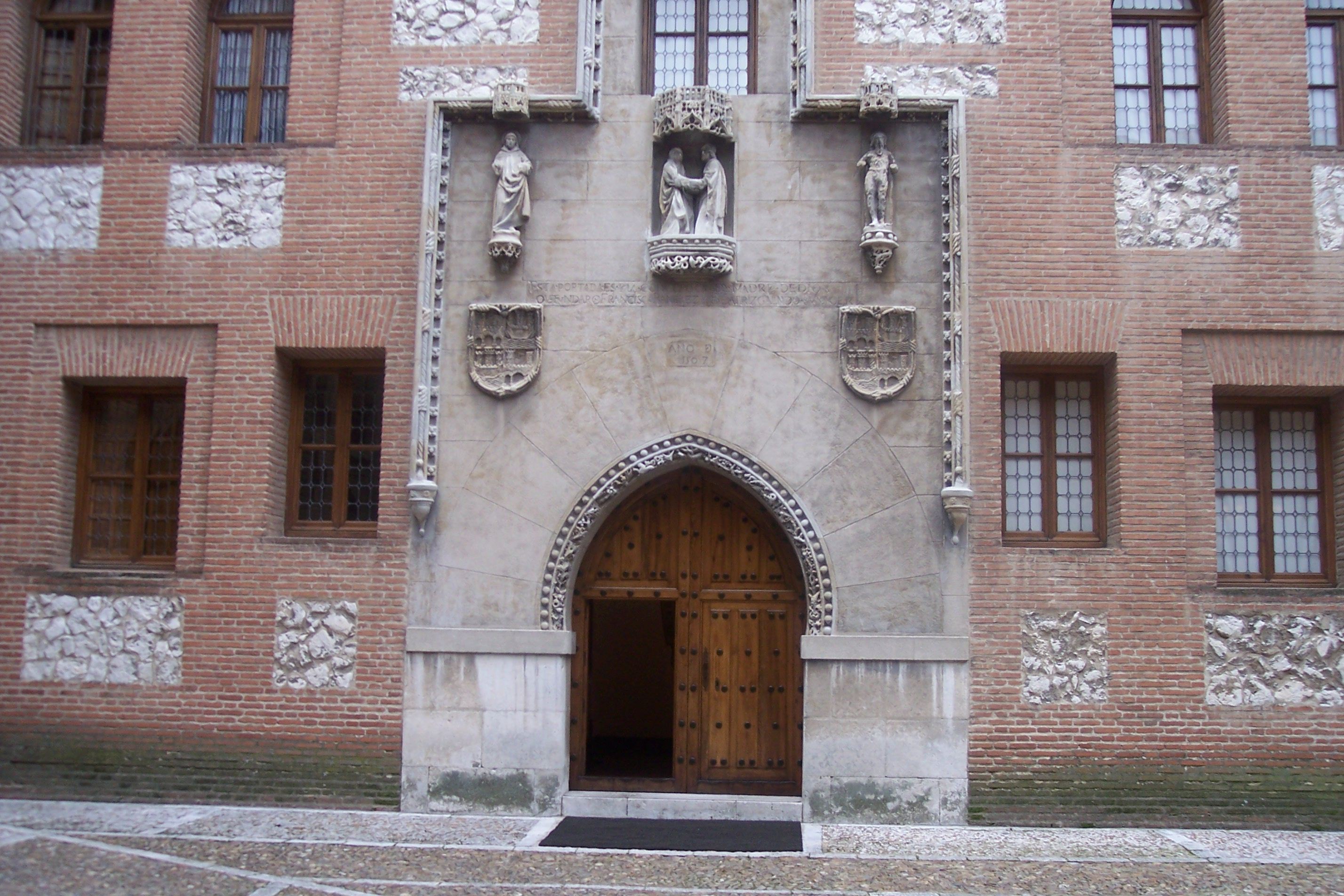
Portada en el patio de armas

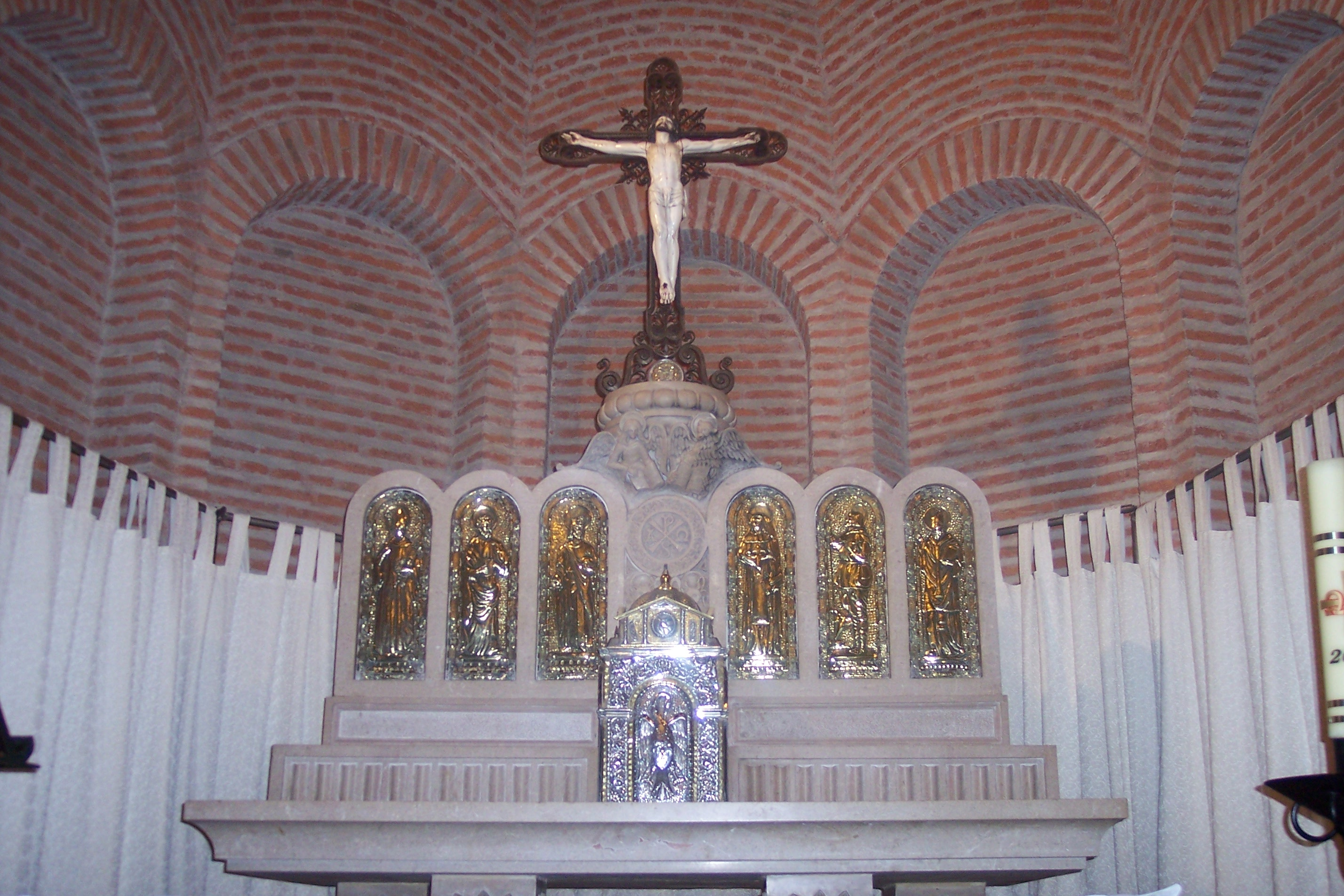
Capilla

El edificio actual debe su imagen a un largo proceso de restauración, aún en curso, iniciado a raíz de su declaración como Bien de Interés Cultural (B.I.C.), el 8 de noviembre de 1904. El castillo posee una planta trapezoidal y consta de dos recintos. El primero barbacana es bajo, con cubos en los ángulos y en el centro de cada uno de sus lados. Presenta escarpa hacia el foso, y la puerta se protege por dos robustos torreones, comunicados en sentido vertical. El segundo recinto, mucho más sólido, tiene muros de gran altura y fuertes torreones en los ángulos, destacando por su elevación la torre del homenaje.
- Torre del Homenaje (s. XV): tiene planta cuadrada y mide 38 m de altura y 13 m de anchura en cada lado de su perímetro exterior. Unida a los muros del segundo recinto, forma el ángulo norte del mismo, defendiendo la puerta de entrada que da al patio de armas. En la actualidad consta de cinco plantas. La primera y segunda están reconstruidas, son octogonales, con bóveda plana. La tercera, también reconstruida, es un cuadrado con bóveda de plena cimbra. Sobre éstas se encuentra la más bella e interesante de todas, reformada por una estancia de planta cuadrada que se transforma en un octágono por medio de semibóvedas de aristas o trompas, que cierran los ángulos del cuadrado y después de un polígono de 16 lados montado en una arquería volada de planta triangular, abriéndose cada arquito sobre una base que va disminuyendo desde arriba hacia abajo hasta terminar en punta. También de planta cuadrada y bóveda de claustro es la estancia del piso más alto, transformándose en un octágono por medio de unas pechinas planas situadas en los ángulos del cuadrado. En la plataforma de la torre hay matacanes a lo largo de cada una de sus fachadas, protegidos a su vez por ocho garitones que forman ángulos entrantes en esta. En el centro se levanta una torre caballero de arcos de medio punto.
- Patio de armas (s. XX): Es una construcción  que se organiza por medio de tres crujías que se abren al patio por una serie de arcos apuntados, reproduciendo las trazas originales de las dependencias del castillo. La portada gótica es un vaciado de la que mandó poner Beatriz Galindo, la Latina, en el Hospital de la Latina que llevaba su nombre ya que fue su fundadora. El original de esta portada es obra de un artista árabe, el alarife Hazan. Está hecha al gusto musulmán, como lo indica la curva del arco de ingreso, que luce una decoración de bolas, estatuillas bajo lindos doseles y realzando el conjunto una airosa ventana, todo ello encuadrado dentro de un alfiz de tipo naturalista. Se representa el abrazo de san Joaquín y santa Ana ante la Puerta Dorada, los timbres de los Ramírez y los Galindo, y estatuas de dos santos. La colocación de esta portada en el patio de armas se debe al Marqués de Lozoya.
- Capilla (s. XX): dedicada a santa María del Castillo; es de estilo románico-mudéjar, sugerida por F. Justo Pérez de Urbel. Sobria y serena de líneas, ajustada a las normas de la más pura liturgia y simbología cristiana. En el altar mayor hay un sencillo retablo con bajorrelieves que representan a seis santos españoles: san Raimundo de Fitero, Santiago Apóstol, san Fernando, santa Teresa de Jesús, san Isidro y san Isidoro. También hay un sagrario de plata de forma basilical y líneas románicas. Corona este retablo un Cristo de marfil del siglo XVI con cruz de forja. En los laterales hay dos imágenes: santa María del Castillo y san José, obra del escultor José Clara, son conocidas como el "grupo de la Mota", están talladas en un tronco de cerezo cuya tonalidad armoniza con el ladrillo de la construcción. En el lado izquierdo del crucero hay un tríptico flamenco que unos críticos atribuyen a Memling y otros a Jan van Eyck (es propiedad del Hospital de la Inmaculada Concepción y san Diego de Alcalá, Patronato de Simón Ruiz Envito, de Medina del Campo). En el lado derecho hay una talla de santa Teresa del siglo XVII, procedente del taller de Gregorio Fernández. En la zona de los pies de la capilla hay una tabla catalana con influencia italiana del siglo XV. La losa del primer sepulcro de José Antonio Primo de Rivera cuando descansó en El Escorial forma parte del suelo.
- Vestíbulo (s. XX): está decorado con una copia de la carta de Juan de la Cosa, pintada por Viladomat sobre tela, reproducción de la del Museo Naval de Madrid, y una talla de madera procedente de Haití. Es un tronco que representa a un indígena con tambor y dos figuras laterales.

A la planta noble se accede por una escalera de Honor, de estilo neogótico flamígero, copia también de la del Hospital de la Latina citado. En esta planta se encuentra el salón de Honor, con acceso a una de las torres rectangulares, una pequeña sala de siete m de longitud por dos de anchura llamada "el mirador o peinador de la Reina", en recuerdo de Juana la Loca, donde dicen que se pasaba largas horas esperando el retorno de su amado esposo. Está cubierta con bóveda ojival de cañón seguido, orlada de tercerías góticas y rosetones; en ella quedan restos de la primitiva policromía. En los tímpanos de la bóveda campeaban los emblemas de los Reyes Católicos, que en la actualidad apenas se perciben. El salón está decorado con yeserías que representan los mismos símbolos que hay en el mirador de la Reina.

## Evolución constructiva y restauraciones

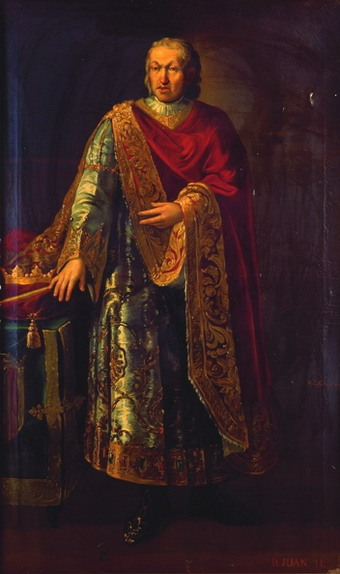
Juan II de Aragón

El castillo actual aprovecha una esquina del recinto de la villa vieja, construido en hormigón de cal y canto, y de similares características a otros recintos de la repoblación de finales del siglo XII y principios del siglo XIII, como el de Olmedo. La puerta mudéjar que se conserva en este recinto, atrapada dentro del castillo, y el forro de las torres primitivas con fábrica de hormigón y verdugadas de ladrillo recuerdan también a algunas puertas de Olmedo y a la muralla de la vecina villa de Madrigal de las Altas Torres, y podría fecharse a finales del siglo XIII o principios del siglo XIV.
De las obras que al parecer hizo el infante don Juan de Aragón, hacia 1433, sólo se conservaría el relevante de una de las torres rectangulares de la muralla vieja, cuyo arco posterior ciega el muro del castillo de Enrique IV de Castilla. La obra de este rey, identificada con la torre del homenaje que le atribuyen hacia 1460, debía estar acabada en 1468, cuando explícitamente es citada en la donación a su hermana Isabel.

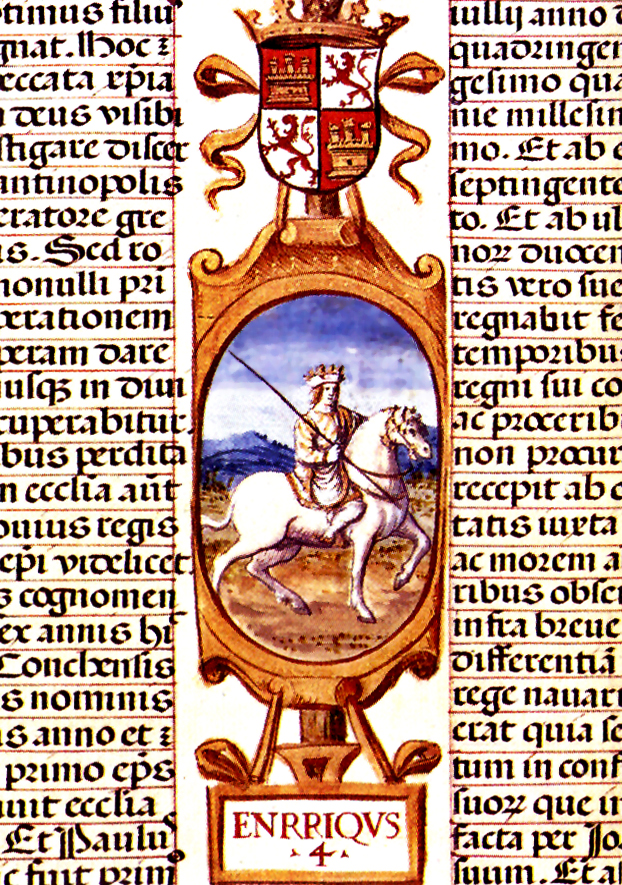
Enrique IV de Castilla

El castillo así construido era realmente un atajo en una esquina del vasto recinto de La Mota, formado por dos lienzos perpendiculares y una gran torre del homenaje en su esquina. Pese a la irregularidad, provocada por aprovechar parte de la muralla, el edificio resultante responde a las características de los castillos del modelo de la escuela de Valladolid. Resulta singular, sin embargo, que el muro que arranca desde la torre del homenaje en dirección a la puerta mudéjar se trazó con la intención de que el nuevo recinto englobase un pozo preexistente, sobre el que el muro pasa, practicándose una chimenea en su interior, para permitir su uso. Un brusco giro del muro, apenas sobrepasado el pozo, permitía que la puerta primitiva continuara en servicio al exterior del castillo, integrándose, sin embargo, las torres de la puerta en las defensas del castillo y otorgándole a este el control del paso. Interiormente el castillo tenía un patinillo defensivo alrededor de la torre del Homenaje, y sobre él volaba un puente levadizo, hasta un acceso elevado de la torre, a la manera del castillo de Mombeltrán. Las escaleras empotradas en los muros, por las que actualmente se accede a la torre del homenaje, son falsas y se construyeron en las restauraciones de 1913 y 1940.
Este fue posiblemente el castillo que sufrió los ataques de 1467 y, casi con seguridad, el asalto de 1473. Los impactos de bolaños de artillería que el recinto, y especialmente la torre del homenaje, presentan deben de tener este origen, por cuanto no se ha documentado ningún otro ataque posterior.

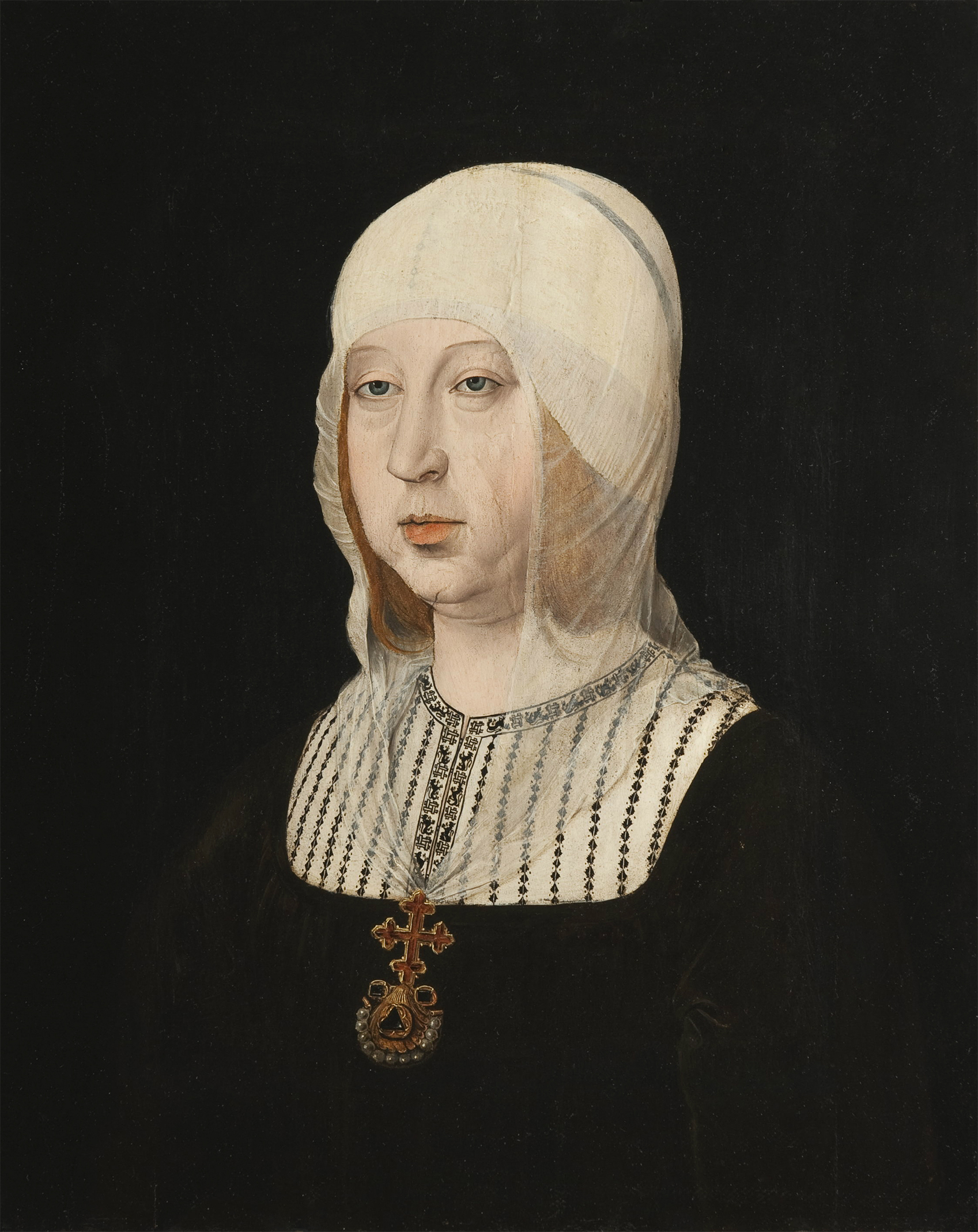
Isabel I de Castilla

La construcción de la barrera artillera por los Reyes Católicos supuso la destrucción del recinto de la villa vieja externo al castillo de Enrique IV, rodeando a este con sus fuertes muros y su profundo foso. La obra realizada para este fin, hizo del castillo de la Mota la fortaleza artillera más avanzada de Europa. Los trabajos duraron siete años (1476-1483), costaron algo más de cuatro millones de maravedíes (una suma respetable para la época) y sus artífices fueron el maestro Fernando, un artillero de los ejércitos reales, y el maestro Abdalla, un alarife mudéjar. La barrera con sus cuatro niveles de tiro, sus más de doscientas bocas de artillería, sus sistemas de ventilación y sus galerías intramuros (más de medio kilómetro) la convirtieron en la fortificación más avanzada de su época.
Su planta se adapta al perímetro del edificio preexistente, desplazando los lienzos que forman una de sus esquinas, para dejar sitio a la torre del homenaje, a la manera del castillo de Portillo o Caracena. La torre de esta esquina, con sus tres bóvedas esféricas y sus huecos de ventilación, es la más fuerte de la barrera y presenta la singularidad de desplazarse ostensiblemente hacia el exterior, para posiblemente cubrir mejor los flancos, en el punto más expuesto de la fortaleza. En la parte más externa de esta torre se conserva un pozo que, además de surtir agua para refrigerar los cañones, debió de tener, dada su posición, funciones contramina. El problema de refrigerar los cañones se solucionó en la liza abriendo un nuevo pozo que, mediante una galería subterránea, comunicaba con el viejo pozo de la torre del homenaje.

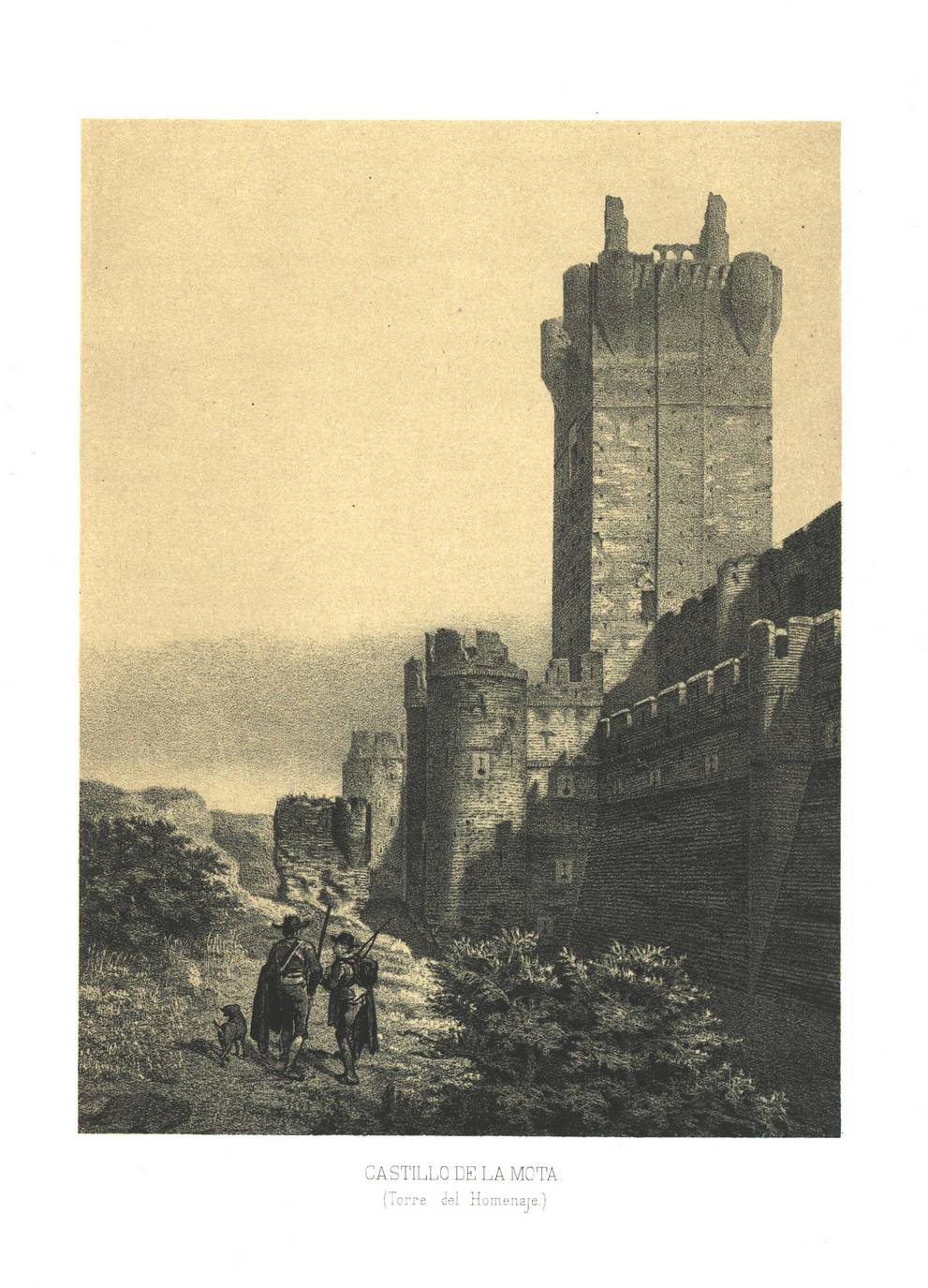
Grabado de la torre del homenaje publicado en 1861

El elemento más singular de toda la barrera es el cuerpo de entrada, con su patinillo defensivo, su gran sala abovedada inferior –verdadero corazón de las defensas subterráneas– y la impresionante mazmorra que hay bajo ella. Una escalera recuperada en las últimas restauraciones, permite acceder desde el patinillo a la cámara subterránea y desde esta, bordeando la mazmorra, se llega a la poterna que permitía bajar al foso. El puente levadizo de este cuerpo de entrada basculaba sobre un arco diafragma, ahora reconstruido, y apoyaba sobre la parte interior de un baluarte exento en mitad del foso y que las últimas obras han recuperado parcialmente.
El castillo tuvo continuos problemas de conservación y las memorias de obras conocidas nos dan mucha información sobre su distribución original. En 1550, se reparaban los «dos puentes levadizos que son la grande como entramos en la fortaleza y la pequeña es por do a suben a la torre del homenaje con su tejado». En 1649, se reconstruía el puente fijo exterior del baluarte, cuyas medidas coincidían con los apoyos encontrados en las últimas obras de restauración, y se recalzaban las fábricas de la barrera. En 1774, se reconocía el castillo por orden del marqués de Esquilache y le informaban entre otras cosas de que «por no estar revestida la contraescarpa del foso se han derruydo tanto las tierras que puede vajarse por todas partes». Entre 1806, fecha del plano de Julián Ayllón, y en 1848, fecha del plano del cuerpo de Ingenieros del Ejército, el castillo había perdido una de las torres de la barrera, al parecer volada, posiblemente en la guerra de la Independencia cuando se intentó utilizar la fortaleza, destruyendo parte del baluarte e intentando volar sin éxito el lienzo sur.
Para las siguientes restauraciones hubo que esperar hasta comienzos del siglo XX. Entre 1913 y 1916, bajo las órdenes del arquitecto Teodosio Torres, se reconstruyeron las almenas y los parapetos, a imitación de lo poco que se conservaba original, se remataron los muros y repusieron el solado de los adarves y las torres. En 1917, el Ministerio de Instrucción Pública y Bellas Artes inició unas obras de reparación del castillo, cuyo proyecto encargó a Juan Agapito y Revilla. Las obras se realizaron en varias etapas (1917-1919 y 1928-1929). Se consolidaron muchos elementos débiles y se dio acceso cómodo y fácil a ciertos elementos del castillo, como la barrera, las galerías subterráneas y la torre del homenaje. En esta se hizo un proyecto de reconstitución total de la torre caballero, pero este proyecto no cuajó y solamente se reconstituyeron los antepechos y el almenado.
El 29 de mayo de 1942, el castillo de la Mota fue cedido por el jefe del Estado a la Sección Femenina de la Falange para que lo dedicase a fines formativos y culturales. Tres años antes, se habían iniciado las obras de restauración del mismo: el 21 de julio de 1939, por medio de una Orden Especial, se encargó la reconstrucción del castillo a Pedro Muguruza y Otaño, comisario de Defensa del Patrimonio Artístico Nacional, que nombró arquitecto a Francisco Íñiguez Almech y a Pedro Hurtado Ojalvo como aparejador-ayudante. La dirección artística corrió a cargo del marqués de Lozoya, reconstrucción que respetó básicamente las trazas de la distribución doméstica original, salvo el patinillo de entrada y los accesos a la torre del homenaje, distorsionando al adosar a esta las construcciones domésticas modernas. Sin embargo en alzado fue una restauración de estilo, centrándose en la época de los Reyes Católicos e inspirándose concretamente en Hospital de la Latina.

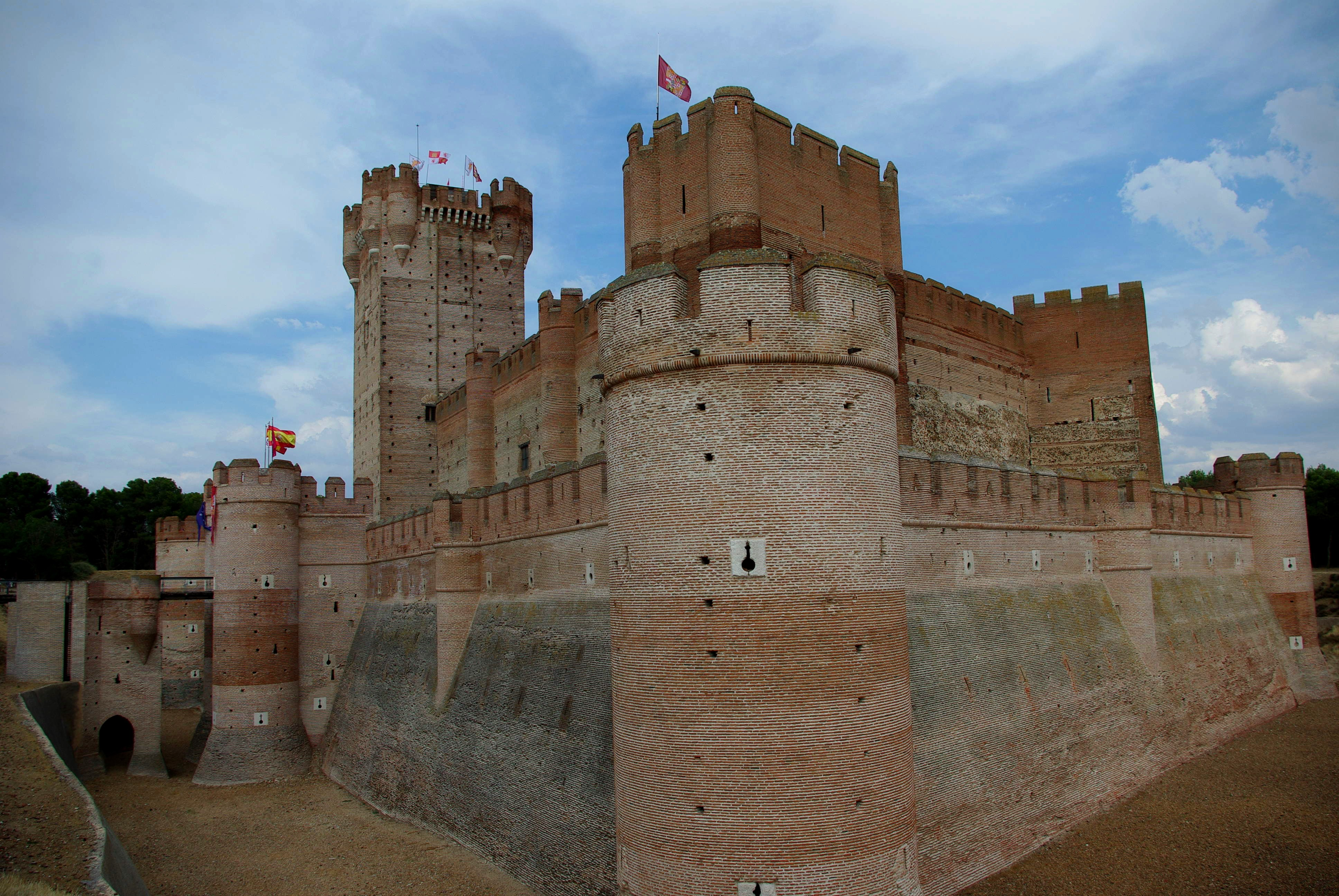
El castillo en 2014

En 1992 se creó el programa de documentación y diagnóstico del Plan Director, poniéndose al frente Fernando Cobos Guerra, con la ayuda del arquitecto Ignacio García de Tuñón y el documentalista Antonio Andrade. Se levantaron planos completos de todo el edificio, se analizaron las distintas fábricas y elementos constructivos de cada época y se rastreó en diferentes archivos (Simancas, Alcalá, H.P. Valladolid, H. Militar, etc.). Esta documentación, acompañada de unas metódicas excavaciones, han servido para poner de manifiesto la, hasta ahora oculta, grandeza del edificio histórico, valorar en definitiva y en todos los sentidos el Castillo de la Mota, permitiendo que sea reconocido como una de las obras de arquitectura militar más importante del Renacimiento europeo.
A finales del mes de julio de 2010 fue abierta al público la torre del homenaje, tras una restauración y adecuación de la misma.

## Propiedad y uso
El castillo de la Mota es propiedad de la Junta de Castilla y León y se usa como centro de congresos, cursos, seminarios, etc., así como uso turístico y cultural.

## Visita
La visita a la fortaleza se puede realizar de manera libre y gratuita a una zona reducida del edificio (patio de armas, capilla y sala de Juan de la Cosa) o a través de las visitas guiadas que se gestionan desde el Centro de Recepción de Visitantes que está situado frente al castillo.
Para la realización de las mismas es recomendable realizar reserva.
Actualmente existen varios tipos de visita guiada:
Visita guiada al castillo
En esta visita, además de descubrir la historia e importancia de esta fortaleza, conocerán los orígenes más remotos de la Villa de las Ferias.
El recorrido de esta visita comprende: los yacimientos prehistóricos de la Edad del Hierro; el entorno del castillo con los restos de la muralla medieval; la barrera defensiva con sus galerías subterráneas; el patio de armas y la capilla del castillo.
Visita guiada a la torre del homenaje
Uno de los aspectos más imponentes del castillo es su gran torre del homenaje con una altura de casi 40 metros. En esta modalidad de visita se recorrerán zonas internas del edificio como el salón de honor, el peinador de la reina, las dos plantas superiores de la torre y el mirador del Caballero.
Otros tipos de visita
- Visitas teatralizadas: en la programación anual de las actividades del Castillo de la Mota, se incluye este tipo de visitas más lúdicas y participativas. En ellas, personajes relacionados con estos edificios cobran vida y trasladan al visitante a ese pasado que tanto intriga y atrae.
- Visitas didácticas: este tipo de visitas está orientada al público escolar por lo que existen varios tipos de visitas y actividades adaptadas al currículo escolar.
- Visitas temáticas: para completar la programación del Castillo de la Mota y no olvidar los acontecimientos que en él tuvieron lugar, hay programadas varias visitas temáticas. El discurso narrativo realizado por el guía, se articula en torno a hechos acaecidos y protagonizados por insignes personajes de la historia de la villa.

Paquete turístico Caminos de una Reina
Este paquete turístico auna los principales edificios de la villa de Medina que están en relación con la reina Isabel la Católica (Castillo de la Mota, Palacio Real Testamentario, Colegiata de San Antolín, etc.).